# Vitstrupig frankolin
Vitstrupig frankolin (Campocolinus albogularis) är en fågel i familjen fasanfåglar inom ordningen hönsfåglar.

## Utseende och läte
Vitstrupig frankolin är en liten och färgglad frankolin, mindre än de flesta andra frankoliner men större än vaktlar och springhöns. Könen liknar varandra, men hanen har djupare färger och streckat bröst, medan honans bröst är lätt tvärbandad. Fjäderdräkten varierar något geografiskt, där sydliga fåglar har mycket mer rostrött på bröstet. Honan liknar hona coquifrankolin och hona saufrankolin, men skiljer sig åt genom mönstret på huvudet och bröstet och i flykten de rostfärgade vingarna. Lätena är av två typer, dels ett upprepat "chur-di", dels en kort serie med kacklande toner.

## Utbredning och systematik
Vitstrupig frankolin delas in i tre underarter i två grupper:
- albogularis-gruppen
  - C. a. albogularis – från Senegal och Gambia till Elfenbenskusten
  - C. a. buckley – från östra Elfenbenskusten till Kamerun
- C. a. dewittei – förekommer från sydöstra Demokratiska republiken Kongo till östra Angola och nordvästra Zambia

### Släktestillhörighet
Vitstrupig frankolin placerades fram tills nyligen i släktet Peliperdix, men genetiska studier har visat att arterna i släktet inte står varandra närmast. Vitstrupig frankolin tillsammans med saufrankolin och coquifrankolin lyfts därför allt oftare ut i ett eget släkte, Campocolinus.
Längre tillbaka placerades den i släktet Francolinus, men även där visade genetiska studier visar att placeringen var inkorrekt.

## Levnadssätt
Vitstrupig frankolin hittas i savann och öppet skogslandskap med tjockt gräs. Den är skygg och tillbakadragen, och springer heller undan när den störs än tar till vingarna.

## Status
Arten har ett stort utbredningsområde och beståndet anses stabilt. Internationella naturvårdsunionen IUCN listar den därför som livskraftig (LC).